# Phoebe Cates
Phoebe Belle Cates (New York, 16 luglio 1963) è un'attrice statunitense.

## Biografia

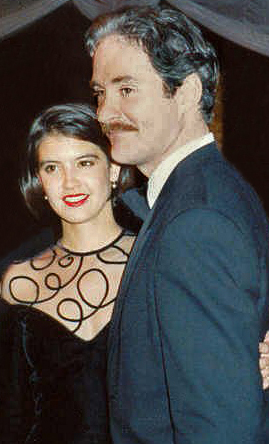
Cates e Kevin Kline agli Academy Awards nel 1989

Phoebe Cates nasce a New York il 16 luglio 1963, figlia di Joseph Cates (nato Joseph Katz), un produttore televisivo e teatrale statunitense, a sua volta figlio di immigrati russi di origine ebraica, e di Lily Cates, una casalinga statunitense, nata a Shanghai (in Cina) da padre russo di origine ebraica e da madre sinofilippina. Phoebe frequenta la Hewitt School, la Professional Children's School e la Juilliard School. All'età di 10 anni decide di intraprendere la carriera di ballerina e si iscrive alla School of American Ballet, ma all'età di 15 anni, a causa di un forte trauma subito al ginocchio, deve abbandonare questa carriera.
La Cates pensa dunque di iniziare la carriera di modella professionista, ma anche questa dura poco, per quanto contribuisca a farla conoscere nel mondo dello spettacolo. Decide quindi di intraprendere la carriera di attrice, per quanto suo padre non sia particolarmente felice che anche sua figlia persegua tale carriera. 
Gode di un'improvvisa popolarità grazie al film Paradise del 1982, che segue di due anni Laguna blu e al quale è palesemente ispirato. Per contro, rispetto alla morigerata Brooke Shields di Laguna Blu, Phoebe Cates mostra abbondantemente le proprie nudità e con ciò riscuote un enorme successo. Nelle scene più spinte, però, l'attrice viene sostituita da una controfigura. Nel film Paradise, la Cates interpreta anche il tema musicale principale, nella sua prima prova da cantante che viene pubblicato come singolo con il titolo di Paradise. Il brano, arrangiato da Mike Melvoin, è divenuto un successo internazionale nel 1982 ed è stato il secondo singolo più venduto in Italia in quello stesso anno. Nello stesso anno prende parte anche al film Fuori di testa, in cui, in una scena, rimane a seno nudo. In seguito dichiara di essersi divertita molto a girare quella scena.
In seguito la Cates interpreta il ruolo della protagonista nei film Gremlins, Gremlins 2 - La nuova stirpe e in altre commedie destinate a un pubblico adolescenziale, ma che non ottengono il successo dei suoi precedenti lavori. Viene scelta anche per recitare nel ruolo della figlia di Steve Martin nel rifacimento Il padre della sposa del 1991, ma è costretta a rinunciare alla parte perché incinta.
Nel 2005, la Cates ha aperto una boutique, Blue Tree, sulla Madison Avenue di New York.

## Vita privata
All'inizio degli anni ottanta, la Cates condivideva un appartamento nel Greenwich Village con il suo allora fidanzato Stavros Merjos, conosciuto nel 1979 tramite l'amico di famiglia Andy Warhol.
Nel 1983, durante un provino per un ruolo (assegnato poi a Meg Tilly) ne Il grande freddo, la Cates ha incontrato l'attore Kevin Kline che ha sposato nel 1989 e a cui ha dato due figli: Owen, nato nel 1991, e Greta, nata nel 1994. La coppia ha lavorato insieme nel film La principessa degli intrighi del 1994. Owen e Greta compaiono anche nel film Anniversary Party del 2001: la storia semi-biografica di un'attrice ritiratasi per poter fare la mamma a tempo pieno.

## Filmografia

### Attrice

#### Cinema
- Paradise, regia di Stuart Gillard (1982)
- Fuori di testa (Fast Times at Ridgemont High), regia di Amy Heckerling (1982)
- American College (Private School), regia di Noel Black (1983)
- Gremlins, regia di Joe Dante (1984)
- Appuntamento con un angelo (Date with an Angel), regia di Tom McLoughlin (1987)
- Le mille luci di New York (Bright Lights, Big City), regia di James Bridges (1988)
- Le ragazze vogliono solo divertirsi (Shag), regia di Zelda Barron (1989)
- Il cuore di Dixie (Heart of Dixie), regia di Martin Davidson (1989)
- Ti amerò... fino ad ammazzarti (I Love You to Death), regia di Lawrence Kasdan (1990)
- Gremlins 2 - La nuova stirpe (Gremlins 2: The New Batch), regia di Joe Dante (1990)
- Va' all'inferno Fred (Drop Dead Fred), regia di Ate de Jong (1991)
- Desideri smarriti (Bodies, Rest and Motion), regia di Michael Steinberg (1993)
- La principessa degli intrighi (Princess Caraboo), regia di Michael Austin (1994)
- Anniversary Party, regia di Alan Cumming e Jennifer Jason Leigh (2001)

#### Televisione
- Baby Sister, regia di Steven Hilliard Stern - film TV (1983)
- Segreti (Lace), regia di William Hale - miniserie TV, episodi 1x01-1x02 (1984)
- Segreti II (Lace II), regia di William Hale - miniserie TV (1985)
- Largo desolato, regia di Jiri Zizka - film TV (1990)

### Doppiatrice
- LEGO Dimensions - videogioco (2015) - Kate Beringer

## Teatro
- The Tenth Man (1989-1990)

## Discografia parziale

### Album
- 1982 - Paradise

### Singoli
- 1982 - Paradise
- 1982 - Lemonade Kisses
- 1983 - Just One Touch

## Citazioni e omaggi
- Izumi Matsumoto, autore del manga degli anni ottanta Kimagure Orange Road, ha dichiarato di essersi ispirato a Phoebe Cates per ideare il personaggio di Madoka, co-protagonista femminile dell'opera.[10]

## Doppiatrici italiane
Nelle versioni in italiano dei suoi film, Phoebe Cates è stata doppiata da:
- Emanuela Rossi in Fuori di testa, Segreti, Segreti 2
- Rossella Izzo in Paradise
- Antonella Baldini in American College
- Caterina Sylos Labini in Gremlins
- Claudia Catani in Le mille luci di New York
- Monica Ward in Gremlins 2 - La nuova stripe
- Mavi Felli in La principessa degli intrighi
- Claudia Razzi in Anniversary Party